# 尾灯
尾灯（びとう）とは、自動車・鉄道車両・自転車・船舶といった乗り物の後部あるいは後背面にあるランプのことである。テールランプ（tail lamp）もしくはテールライト (tail light) という。
特に自動車の場合、赤色の制動灯（ブレーキランプ/ストップランプ）、橙色の方向指示器（ターンランプ/ウインカー）、無色透明の後退灯（バックアップランプ）、さらに時代や車種によっては赤色のバックフォグランプ/リヤフォグランプなどと一体化されていることがほとんどで、このように複数の働きを持つ灯具を「リヤコンビネーションランプ」と呼ぶこともある。

## 自動車

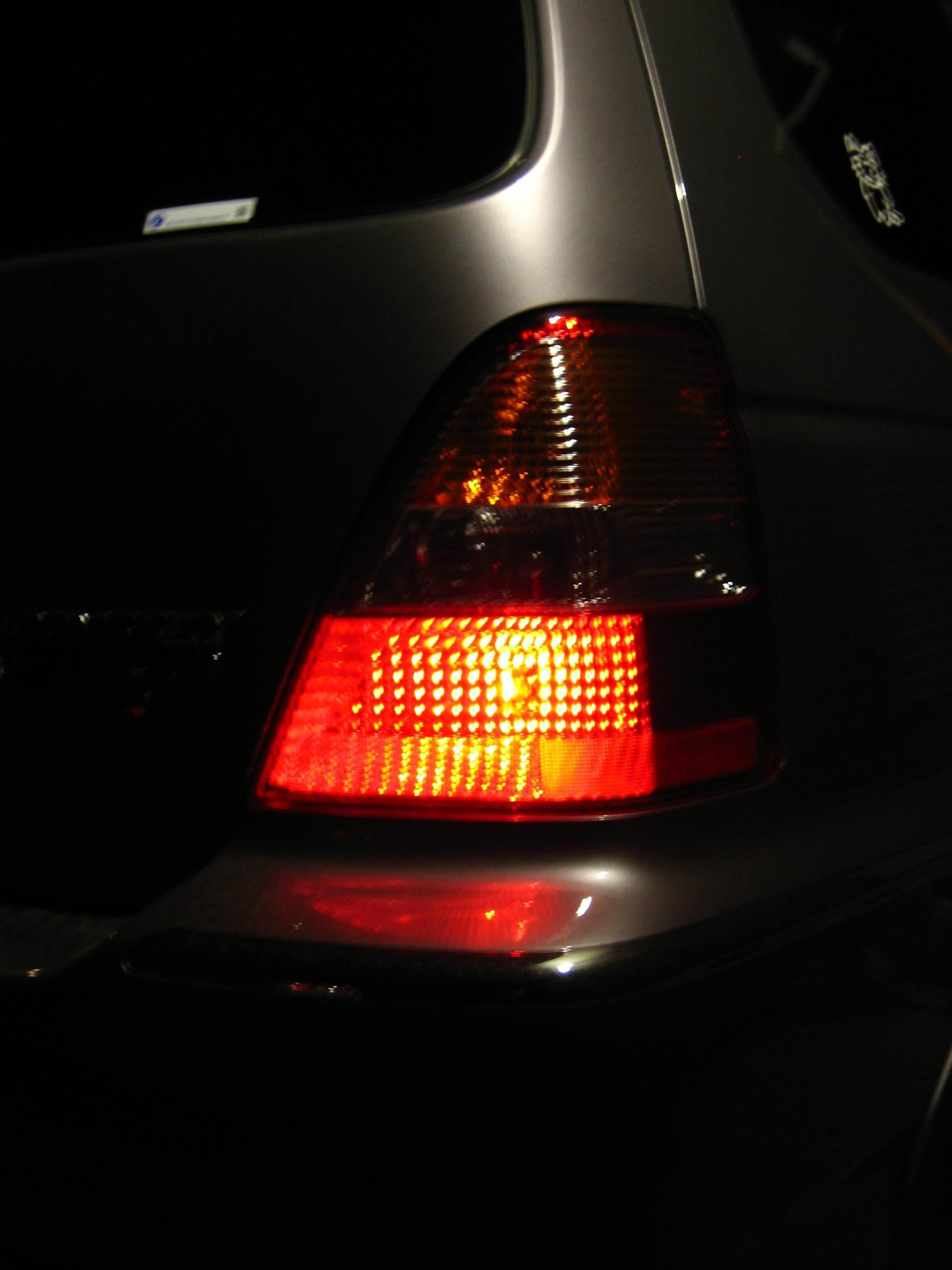
ホンダ・オデッセイのテールライト（画像はライト点灯時）

### 機能
自動車の尾灯は灯火類の一種で、通常テールランプと呼ばれ、光色は赤と決められている。テールランプは夜間や悪天候時などに、後ろを走る車に前に車両がいることを知らせるためのものである。その点灯は前照灯（ヘッドランプ）と連動することが義務づけられており、実際には車幅灯（マーカーランプ、スモールランプ）をONにした時点で同時に点灯する。
尾灯が制動灯（ブレーキランプ/ストップランプ）と兼用の場合には、ブレーキをかけたときにより明るく（5倍の光量）点灯させる必要がある。
車両の後背面には後方車両のヘッドランプに照らされると光を反射して赤く光り、夜間の駐停車時など灯火類を点灯していないときにも車両の存在を示す役割を果たす反射材（リフレクター）を備えることも義務となっている。車種にもよるが、コーナーキューブを用いたリフレクターが尾灯のレンズ部分に組み込まれているものがある。

### 部品構成
点灯のための光源、反射鏡を兼ねるランプボディー/ランプケース、それらを覆う色付きのレンズなどで構成される。光源は従来からの白熱電球のほか、LEDも使われる。電球は「バルブ」とも呼ばれる。日本では「バルブ」を「光源」の意味ととらえて「LEDバルブ」と表現されることがあるがLEDは厳密な意味では電球/バルブではない。ランプボディー/ランプケースは通常ABS樹脂などのプラスチックで成形され、それにねじ止めや高周波溶着でレンズが組み合わされている。旧来は金属製のボディー/ケースと反射鏡に、ガラスや透明樹脂の細かく連続した凸レンスやフレネルレンズの組み合わせが一般的であったが、ボディー/ケースが反射鏡一体の樹脂製になると、マルチリフレクターと素通しレンズの組み合わせへと代わり、光源がLEDになると単純な面発光だけでなく、素子自体の配置を工夫したり、遮光材や導光材を組み合わせ、LEDの輝点を見せないライン状のパターンで、より自動車のデザインを際立たせるグラフィカルなものが登場した（後述）。

### 規格
一般的な自動車の尾灯のバルブ規格（ソケット規格）は、差し込み式のT20と、ピンロックの端子接触型のS25の二種類に分類される。現在生産されるの自動車の多くが前者の規格を採用しているため後者の車種は減りつつある。また、尾灯はT20であってもそれ以外の灯火（方向指示器、後退灯）はS25という例も見られる。

### 法令

#### 日本
日本の法令では、道路運送車両法に基づく保安基準により灯火は赤色と決められており、四輪車は「片側2灯まで」、二輪車は「最大2灯」の設置が認められている。2灯もしくは2灯ずつを両側に配置する場合には、車体中心より線対称の位置とする必要がある。
片側2灯となる改造を行った場合、それぞれの灯火の色味が異なる、あるいは片側がLEDでもう一方が白熱電球というケースは整備不良（法律違反）の対象になる。
二輪車においては、尾灯を1灯とすることができる。
明るさは光源（電球）が5 W以上30 W以下で、夜間300 m離れた位置から視認できる照度であり、その照射光線は、他の交通の妨げないものであることとなっている。
なお、LEDについては道路運送車両の保安基準の細目を定める告示【2008.10.15】 別添64 尾灯の技術基準 (PDF) を参照。

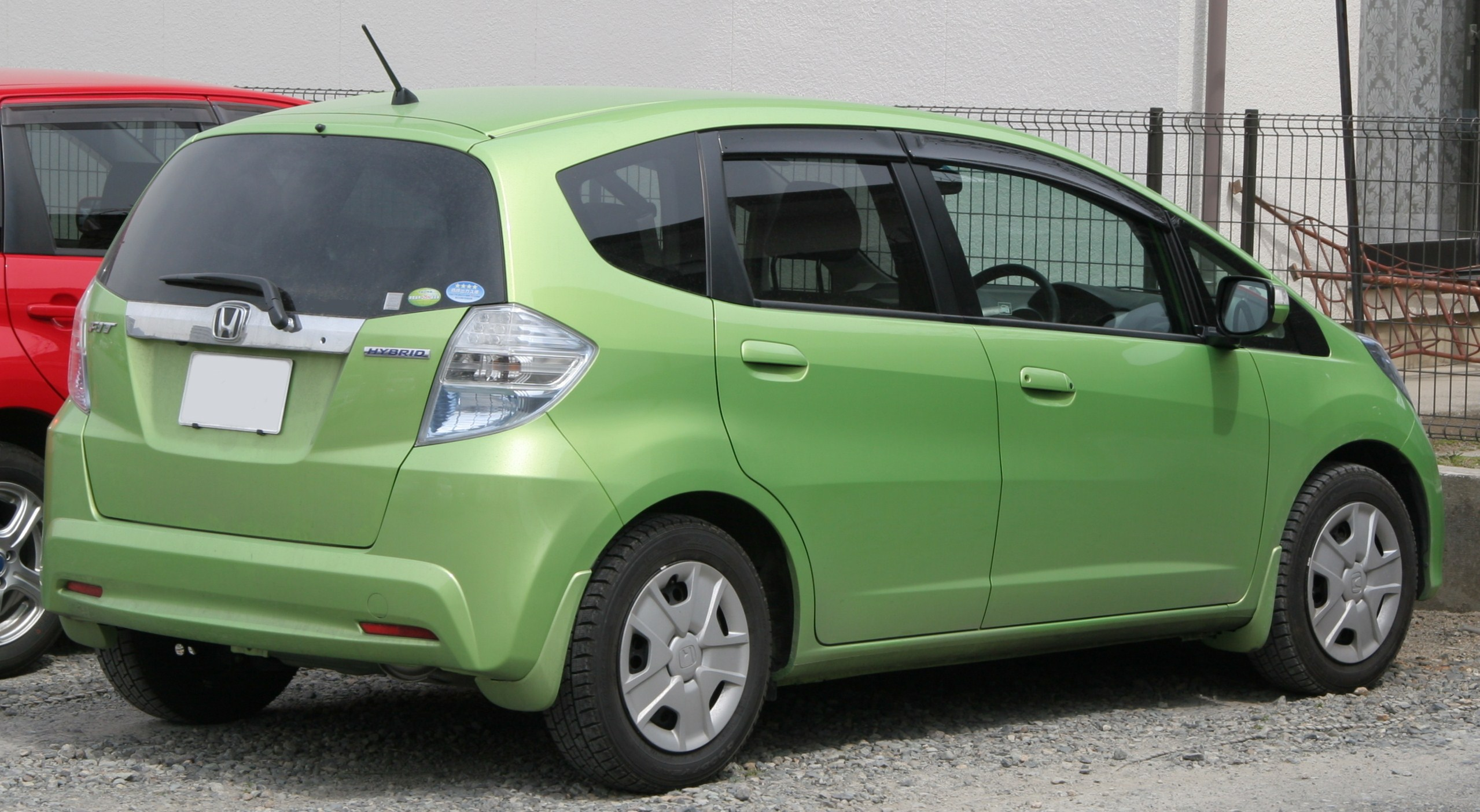
ホンダ・フィットハイブリッドの総クリアレンズ

従来、赤いテールランプレンズ/カバーのみ許可されていたが、赤以外であっても、発光時に赤色の光を発生させることができれば適法となった。そのため、自動車のドレスアップとしてクリアテールと呼ばれる無色透明、あるいは白色のレンズや、透明レンズ/カバーに着色フィルター/レンズを組み合わせたユーロテールに変更することが可能となった。
当初、アフターマーケット品のみであったが、自動車メーカーや自動車ディーラーでこれをオプション部品や用品として用意している場合がある。着色したものは経年劣化によって退色することがあり、灯火の色が薄くなると保安基準違反となる。ブレーキランプを点滅するような改造をした場合も同様に検挙の対象となる。
テールランプとは別に、赤色の反射板を装備することが義務付けられている。この反射板は、リヤコンビネーションランプ（またはテールランプ）レンズ/カバーに一体成形されていることも多い。クリアレンズへの交換で反射板が無色（白色）になった場合は、赤色の反射板に交換しなければ違法となる。

#### 欧州
テールランプのほかに、欧州ではバックフォグランプ/リアフォグランプの装着が義務付けられている。フォグランプの項目を参照。

#### 米国
後部方向指示器とブレーキランプが兼用になったものが許可されており、北米生産車、さらに日本生産の北米仕様車の中にも兼用タイプの車種がある。

### 近年のLED化について
近年では、自動車や二輪車などの市販車のテールランプおよびストップランプのLED照明化が進んでいる。

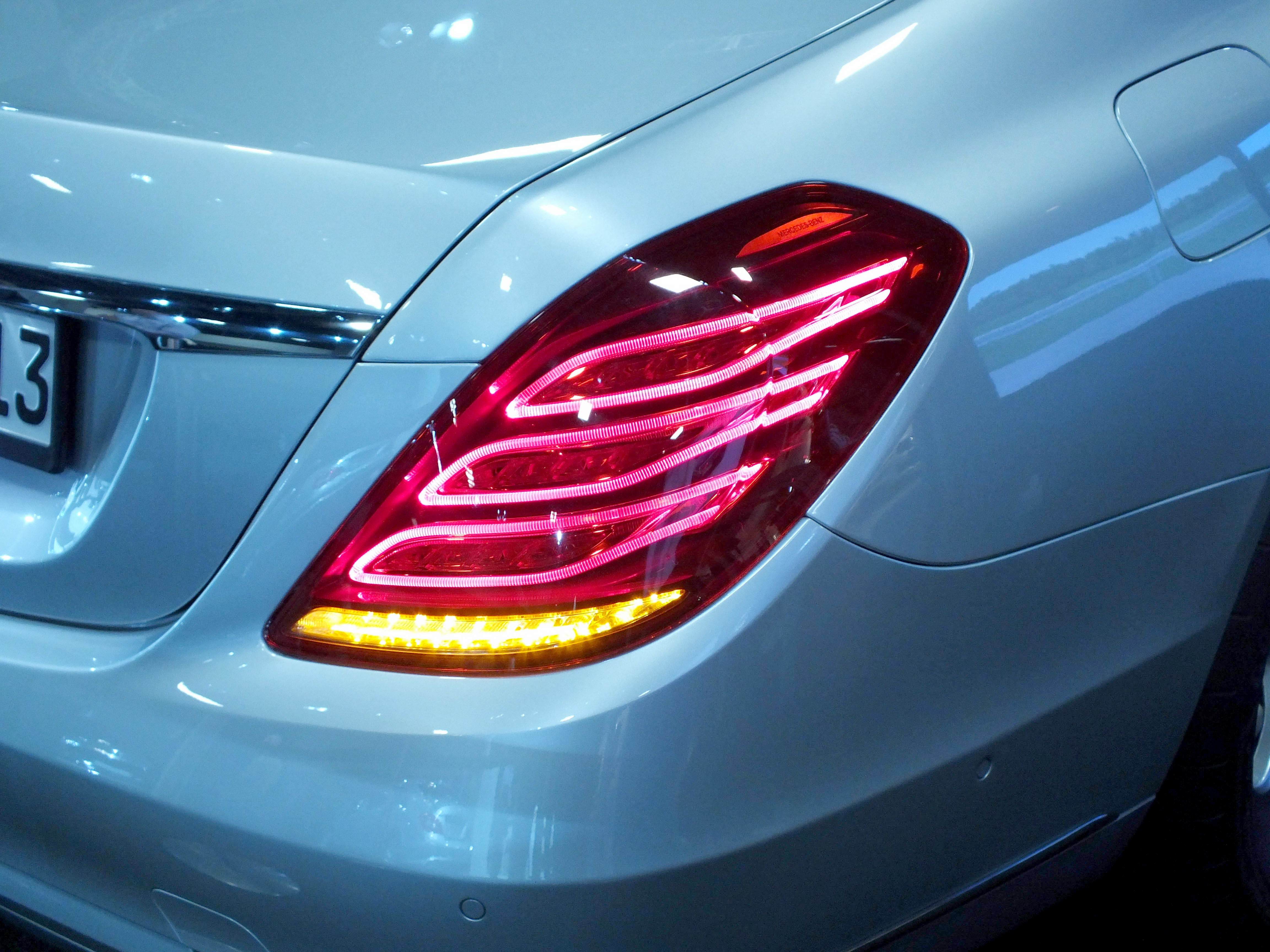
LEDを用いてデザインに趣向を凝らした自動車の尾灯
(メルセデス・ベンツ・W222)

従来の白熱電球は、電球自体の体積と反射器の容積が必要で、どうしても外見上は四角形など発光面を単一的に広く取る形状にならざるを得なかった。だがLEDではごく小さな素子で大光量を発生させることができるため、小さな素子を複数個並べたり導光板と組み合わせたりすることでデザインの自由度が格段に向上した。
安全面の意味合いとしても注目されており、小糸製作所などLED化に注力する自動車用発光部品メーカーもある。
白熱電球は通電されてから最大光量に達するまでに約0.2秒を要するため、ほぼ瞬時に最大光量に達するLEDのストップランプであれば、その分早く自車の制動を後続車のドライバーに認知させることができる。時間的にはわずかな差であるが、制動開始が0.2秒早ければ、時速100kmで走行中の場合では5m以上手前で停止できることになる。
実用的に優れたLEDだが、ファッション的な要素を求める傾向もあり、さらにアフターマーケットでは、LED化されたリヤコンビネーションランプなど手軽に交換できる電球型LEDが相次いで発売されている。
他にも電気知識を持つ車両ユーザーや業者による自作品も多く、これらの自作品については、「ファッション重視」か、「車検対応で省エネ重視」かで大きく分かれているところがある。「ファッション重視」の場合は電子パーツを使用してマークの造型や点滅などのアクションをさせようとするもので、「車検対応で省エネ重視」の場合は白熱球より大幅に消費電力が減少することから電気系統の慢性的な電力不足を解消させようとするものであり、旧型車やオートバイのユーザーが行うことが多い。
しかし、それらの中には既定の光量を満たしていなかったり、逆に明るすぎて後続車を眩惑するなど保安基準を満たさず車検不適合のものもあるので注意が必要である。正規ディーラーではこれらのリスクを回避するため、純正部品ではないこれらパーツを装着した車の車検対応を断ったり、純正品に戻すことを求める場合もある。
なお近年製造された車両には灯火類と各種制御装置が連携しているものがあり、LEDに交換すると消費電力の変化により制御装置が正常に動作せず不具合が発生するとして、一部メーカーでは注意を呼びかけている。
また白熱球時代と違い発光体単体での交換を前提とした規格化がなされていないため、正常に発光しなくなった場合はリアコンビネーションランプユニット全体など、ASSYごと交換を強いられる。これはすなわち修理費用の増大を招くだけにとどまらず、ASSYが絶版品となった場合はその車両の継続運用に支障をきたす事態に陥ってしまうことも意味する。

## 自転車

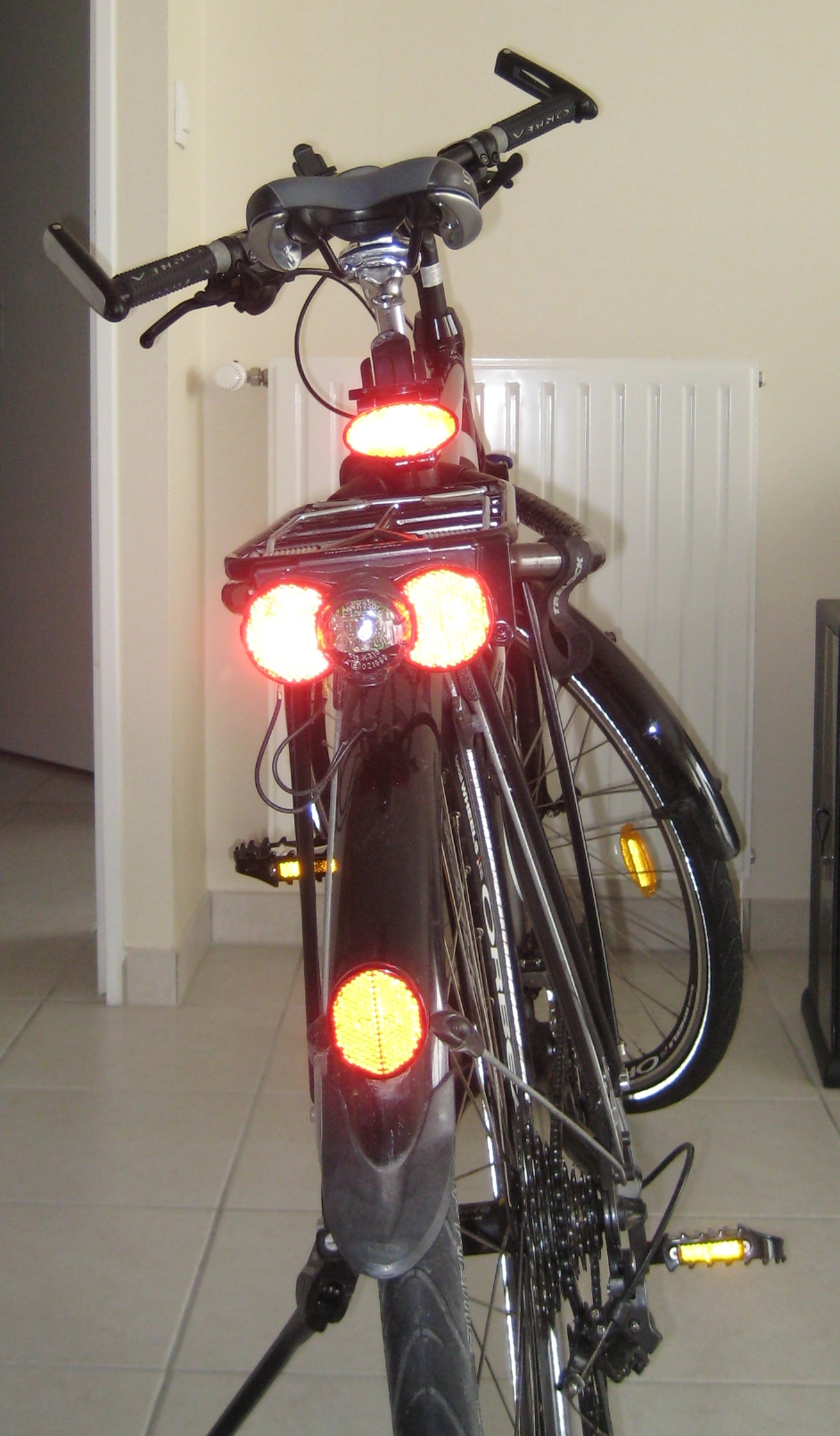
自転車の反射板（リフレクター）

日本においてシティサイクルなどの一般用自転車では、尾灯が取り付けられることは少ない。自転車には交通法規により赤色の反射器材か灯火のいずれかをつければよいことになっており(点滅での使用は補助灯となり尾灯とは認められない)、一般用自転車は日本産業規格 (JIS) により反射器材であるリフレクタが装着され販売される。近年は一般用自転車には、暗くなると自動で点滅するLEDが内蔵されたリフレクタが取り付けられていることがある。
自転車用の自光式の尾灯は、ロードバイクなどのスポーツ自転車の愛好者を中心に、電池によるLEDのものが普及している。なお長距離耐久サイクリングであるブルベでは、参加に当たって自光式・不動光型の尾灯を取り付けることが決められている（点滅型は補助使用以外認められない）。

## 鉄道車両

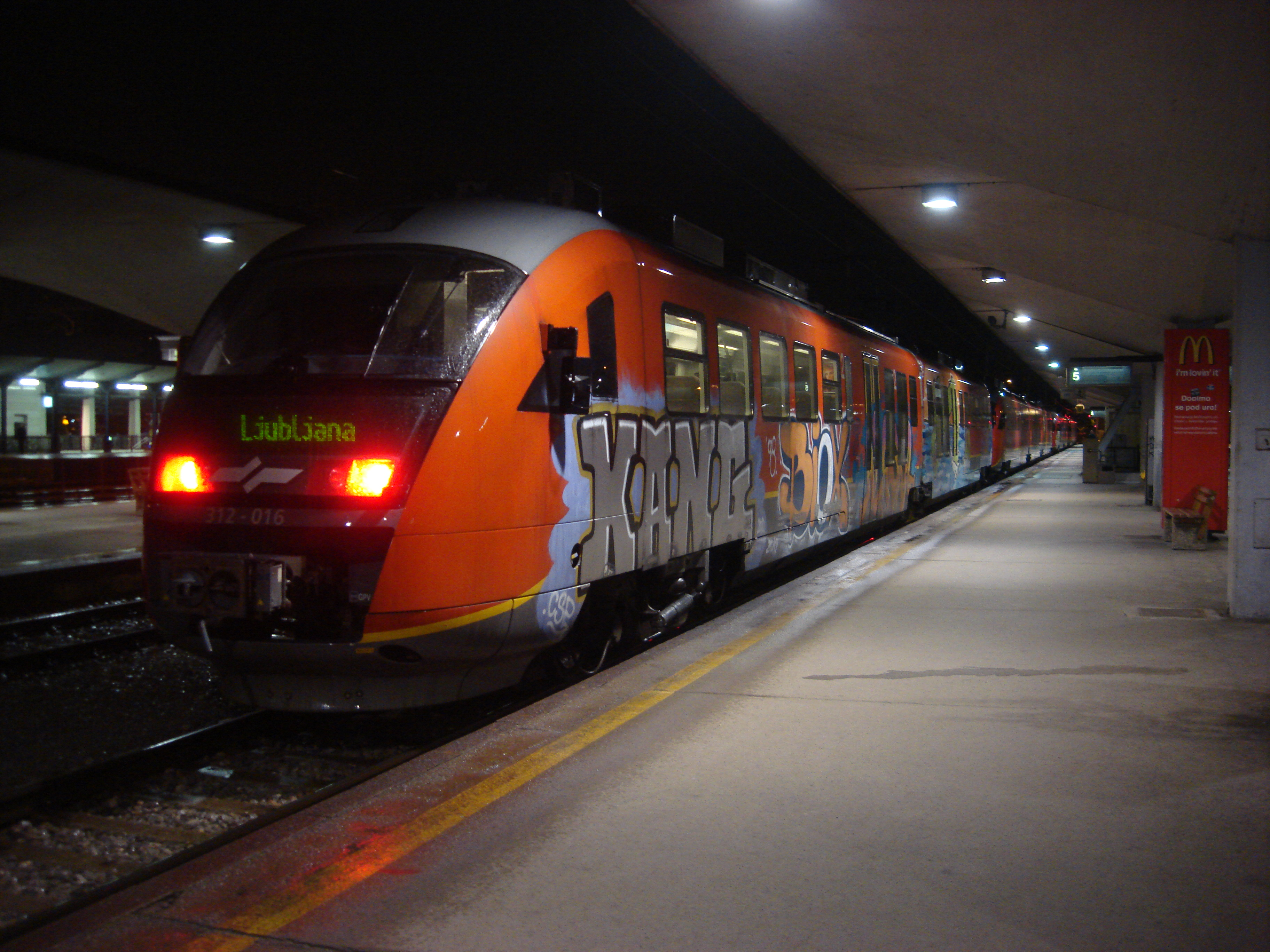
尾灯を点灯させている鉄道車両

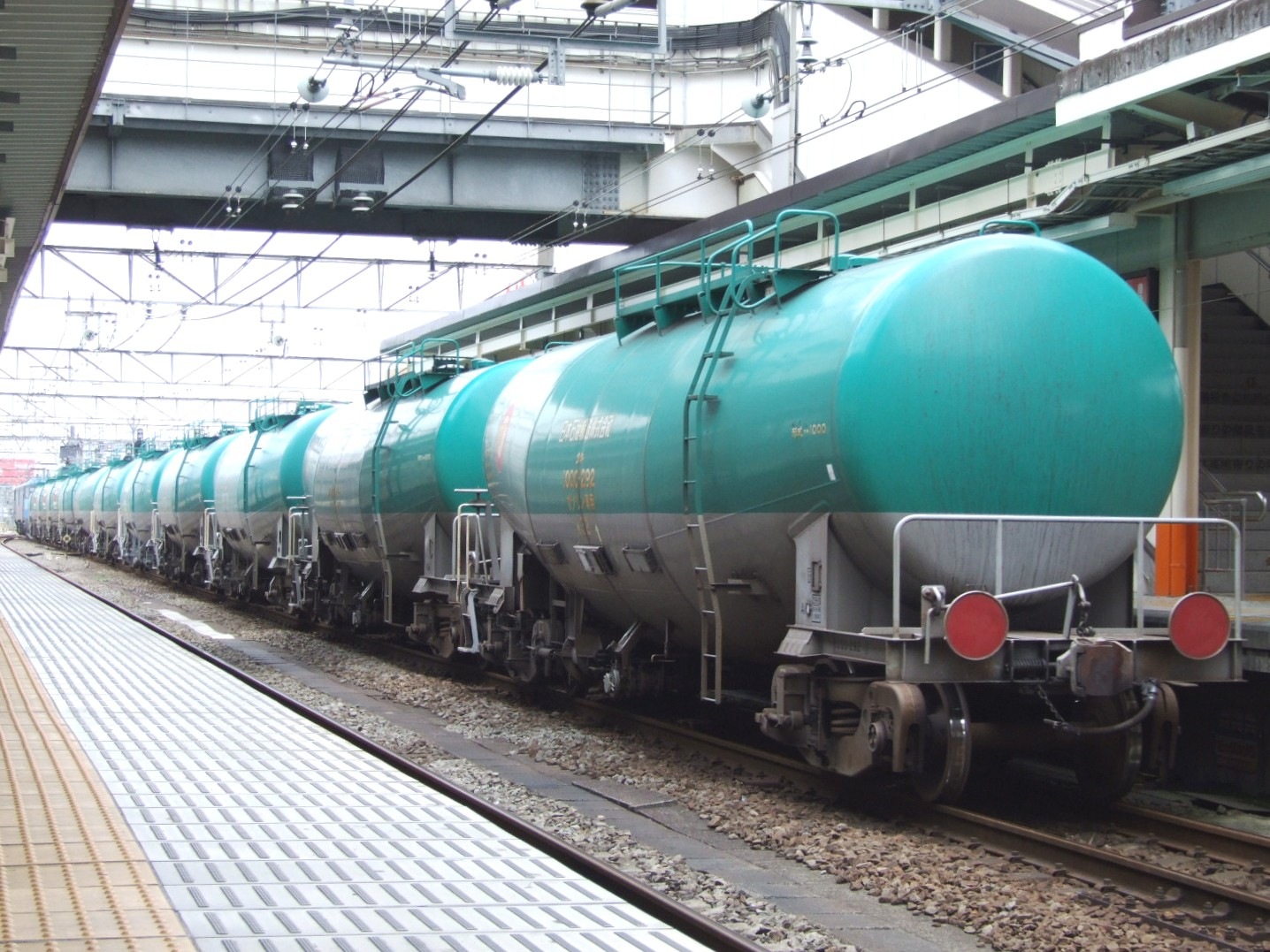
赤色反射板を取り付けた貨物列車

鉄道においては、後続車両等に存在を示すために使われる。日本の法律的には鉄道標識のうち後部標識という扱いであり、最後部車両の後面に赤色灯、または赤色反射板を1個または2個取り付ける。たいていの鉄道車両では、車両背面に赤いランプが2つ付けられており、光源にLEDを採用することもある。JR東日本の651系電車・E351系電車などでは先頭車正面に設けたLED式大型表示器（列車愛称などを表示）の一部に赤色の長円形を2個表示することで尾灯を兼ねている。
新幹線では、0系をはじめとする国鉄時代の車両では、前部標識灯に赤いフィルターをかぶせることで同じ光源を後部標識灯として使用する構造になっていた。
貨物列車や近年の客車ジョイフルトレインでは、最後尾となる車両に自ら発光するテールライトではなく、直径20センチ程度の円形の赤色反射板を取り付けて代用することが多い。JR東海では美観上の観点から旧型客車運転の際には反転式赤色円板に反射材を貼付けたものを使用していたこともある。一方で、降雪の多い東北・北陸方面やその地方と直通する列車などには、被視認性の観点からバッテリーを内蔵した可搬式の尾灯が2つ通年で取り付けられる。この可搬式尾灯はおのおのでスイッチが独立しているため、入換時に向かって左側を点灯、右側を消灯させることにより、入換灯として機能させることもできる。
電車の場合は入換中の車両において進行方向の両側の尾灯と前照灯（前部標識灯）を同時に点灯させる場合が多く見られる。
なお、大手私鉄では優等列車として運転する際、正面に「通過標識灯」と呼ばれる白色灯を点灯することがある。使用目的自体は尾灯と異なるが、形状が似ているため尾灯と兼用になっていたり、デザイン上一体化していることも多い。

### 路面電車
路面電車においては後続車両などに存在を示すほか、自動車や歩行者に制動中であることを知らせる設備でもある。
点灯方法は事業者や車両型式によってまちまちであり、大きく分けて自動車と同じく制動中は明るく光りそれ以外は減光するケース、後部標識灯と独立してブレーキランプが設けられるケースがある。後部標識灯と独立してブレーキランプが設けられるケースでは広島電鉄3900形電車のようにハイマウントストップランプのみがブレーキと連動する方法、熊本市交通局1200形電車のように後部標識灯が赤、ブレーキランプはオレンジと異なる色で点灯する方法などがある。

## 航空機

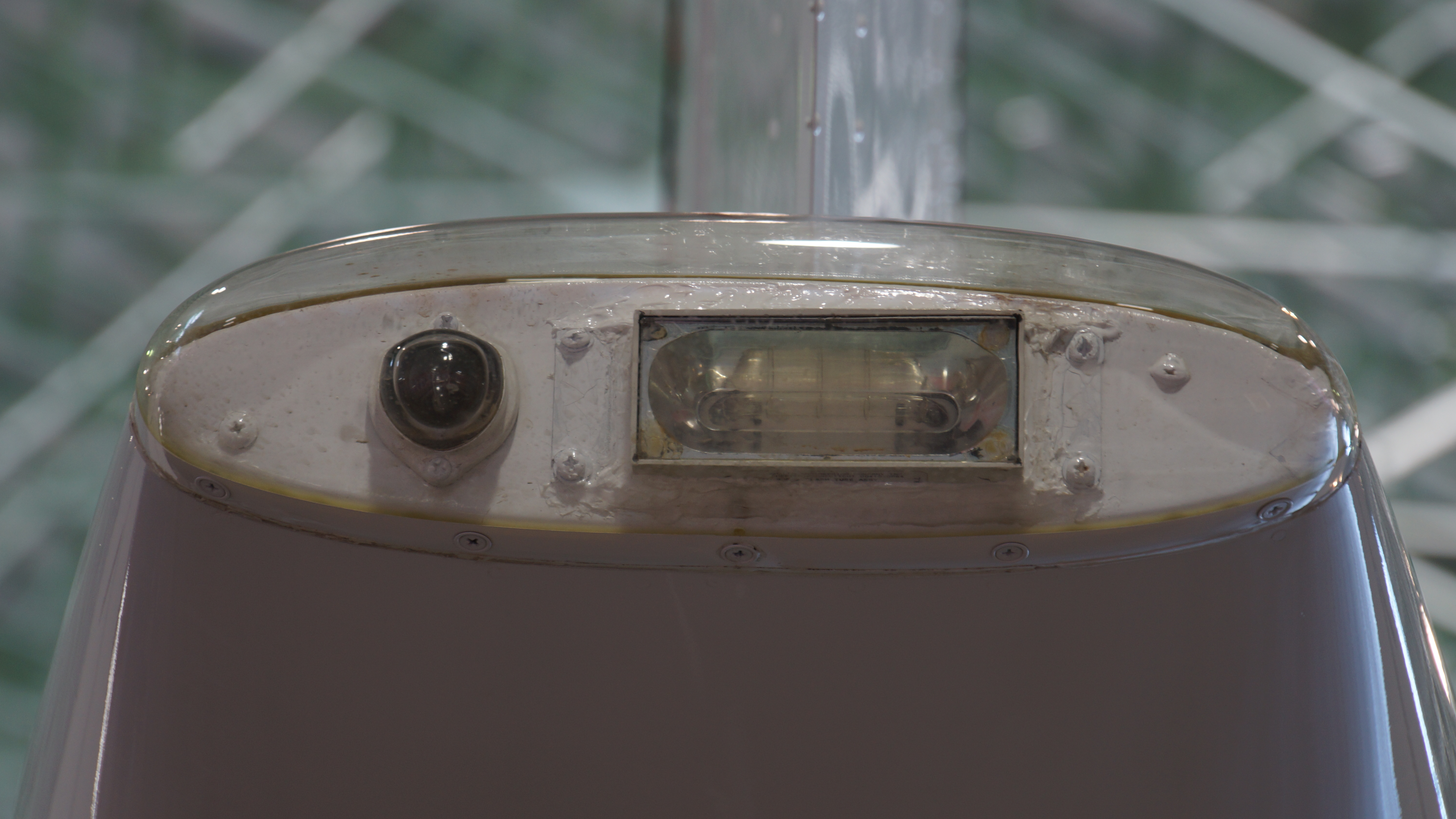
TC-90練習機の尾灯

機体に取り付けられる航行灯（ナビゲーションライト。航空灯あるいは位置灯とも）のひとつで、機体最後部（一般には胴体か尾翼の端）に白色の灯火を設置することが義務づけられている（ICAOのAnnexを参照）。飛行中の他機から見て、自機の進行方向を表示する物。

## 船舶
海上における衝突の予防のための国際規則に関する条約に基づき、日本国内（領海内）では海上衝突予防法により、夜間はできる限り船尾近くに水平範囲135度内に白色光を投光させる船尾灯を燈す事が義務付けられている。